# Napoleonaea imperialis
Napoleonaea imperialis là một loài thực vật có hoa trong họ Lecythidaceae. Loài này được P.Beauv. mô tả khoa học đầu tiên năm 1804.

## Hình ảnh

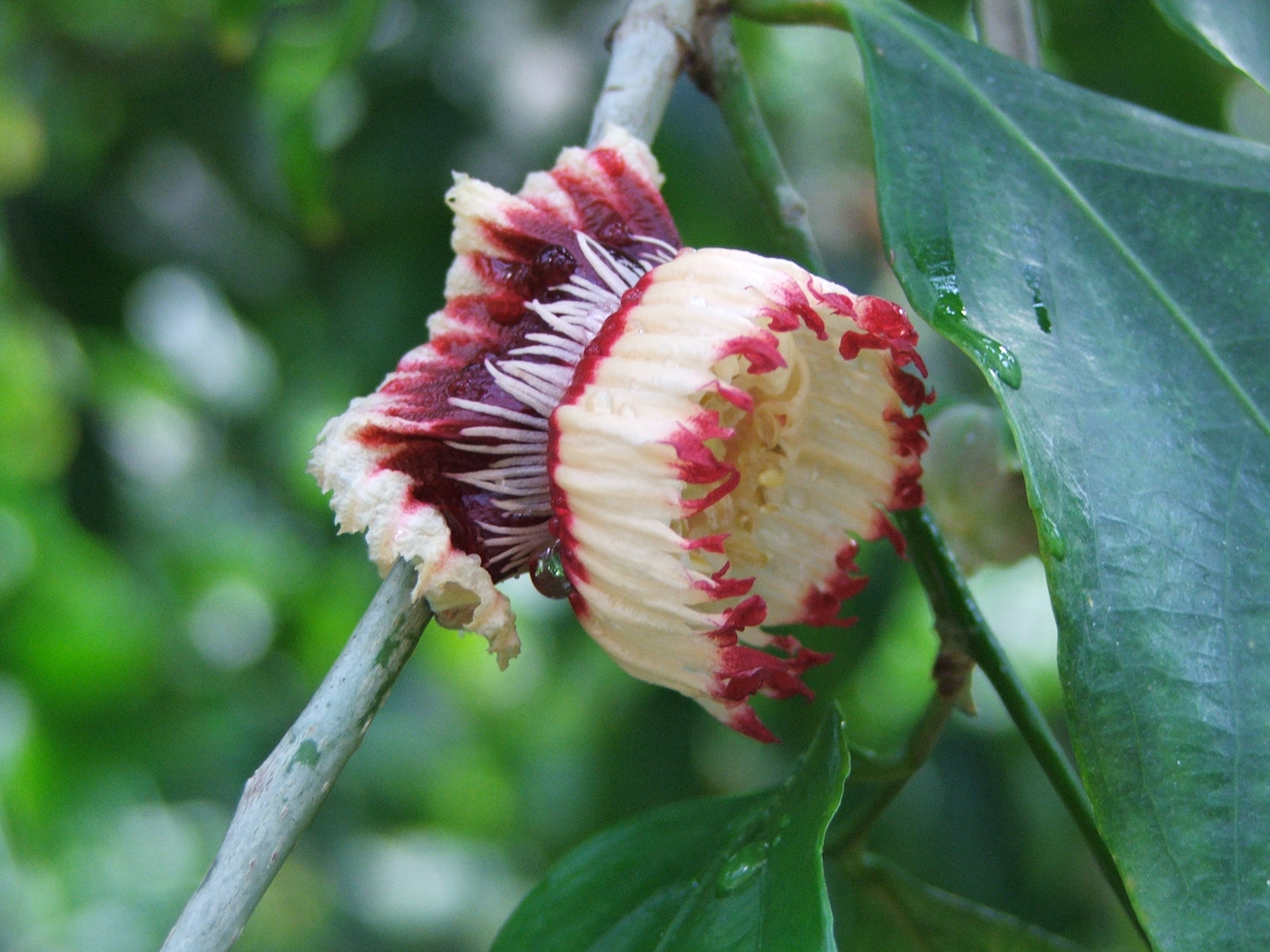
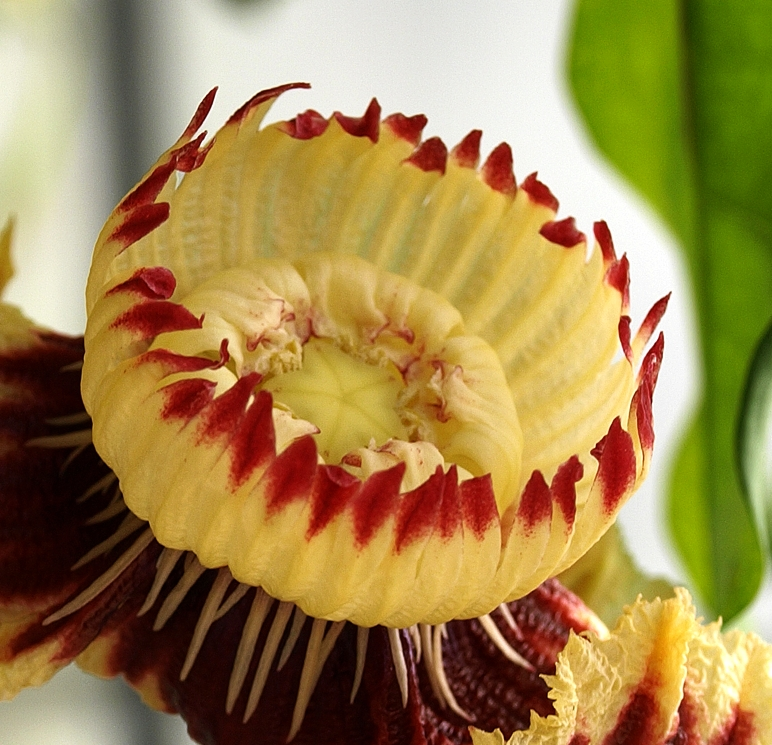
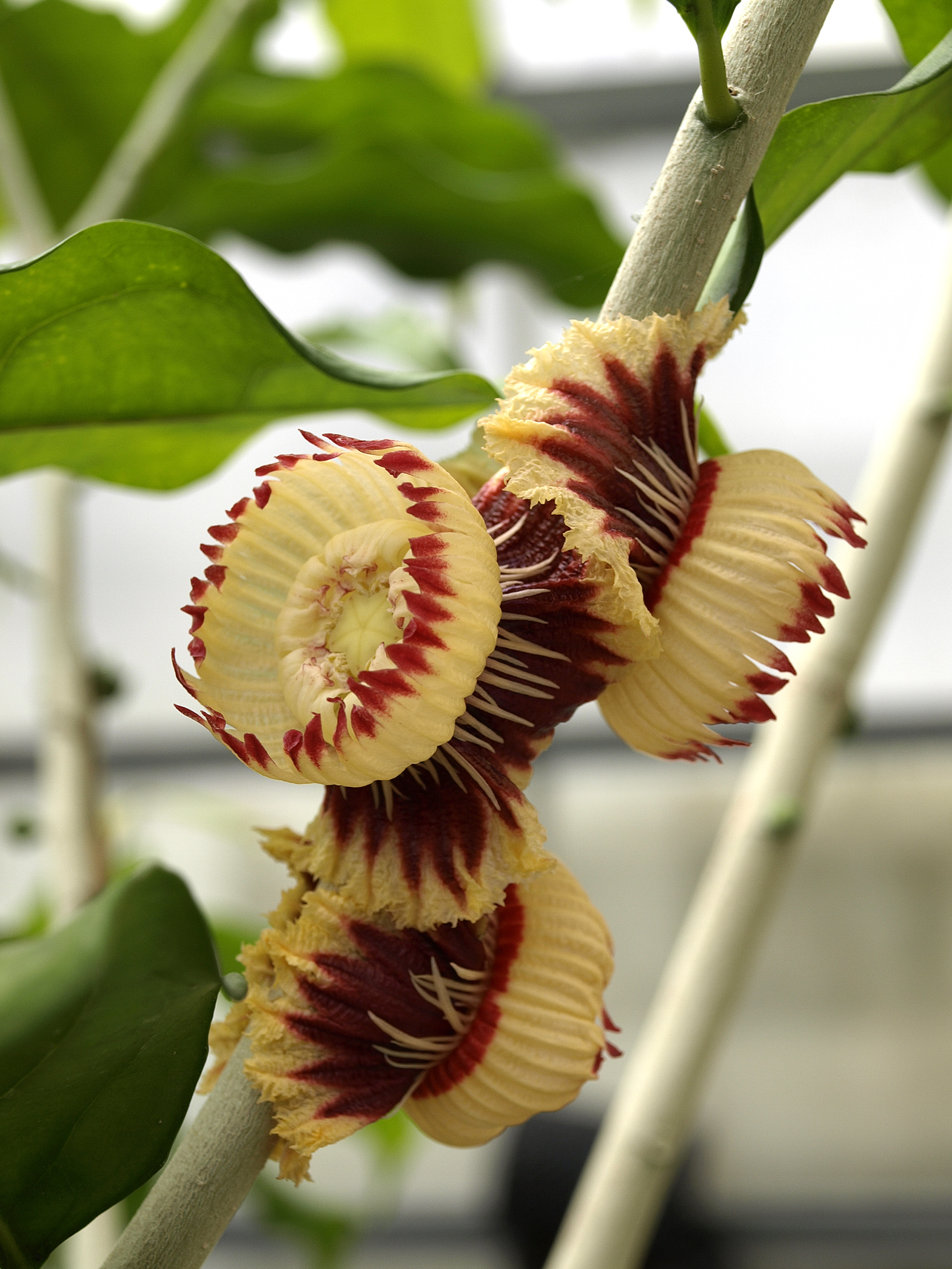
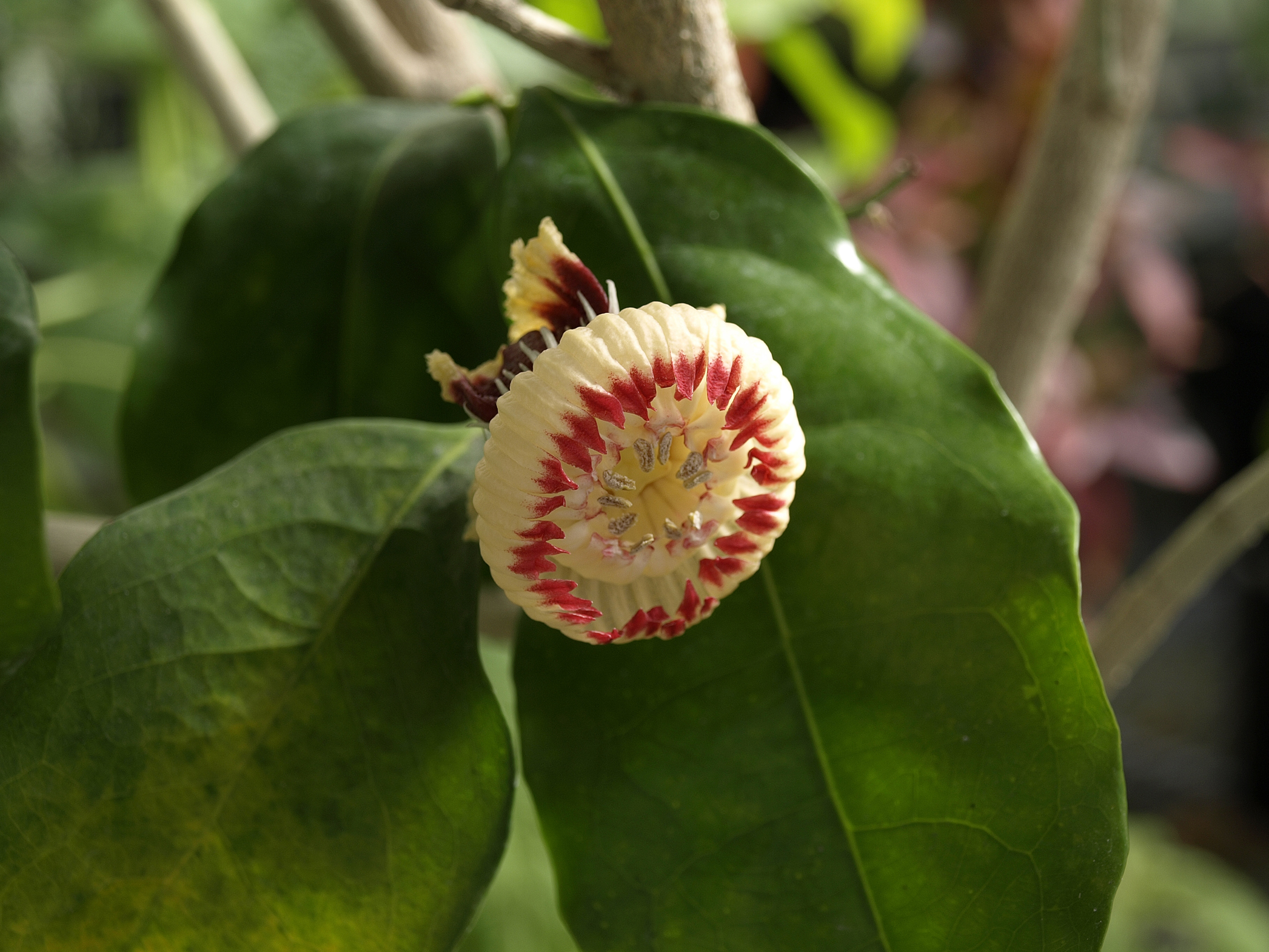